# Tabanus parallelifrons
Tabanus parallelifrons är en tvåvingeart som beskrevs av Schuurmans Stekhoven 1926. Tabanus parallelifrons ingår i släktet Tabanus och familjen bromsar. Inga underarter finns listade i Catalogue of Life.